# Harangodi-tó
A Harangodi-tó (további nevén Harangodi víztározó) mesterséges tó és víztározó, Nagykálló várostól északi irányban. A tavat 1979-ben hozták létre.

## Története
A víztározót 1979-ben alakították ki és helyezték üzembe a Felső-Tisza-vidéki Vízügyi Igazgatóság működési területén. 1979 és 2019 között a tározón komolyabb felújítási munkálatok nem történtek. 2019-ben a tározó vizét leengedték, hogy később mederkotrással eltávolítsák a lerakódott iszapot. A munkálatok 2019 végéig tartanak.

## Megközelítése
Közúton az M3-as autópálya nyíregyházi lehajtója felől a 4911-es, majd a 4102-es úton haladva érhető el.
Vasúton a Nyíregyháza–Mátészalka–Zajta-vasútvonalon Nagykálló vasútállomás felől, majd onnan a Széchényi István utca, Szabadságharcos utca, Kossuth Lajos út útvonalon közelíthető meg.

## Galéria

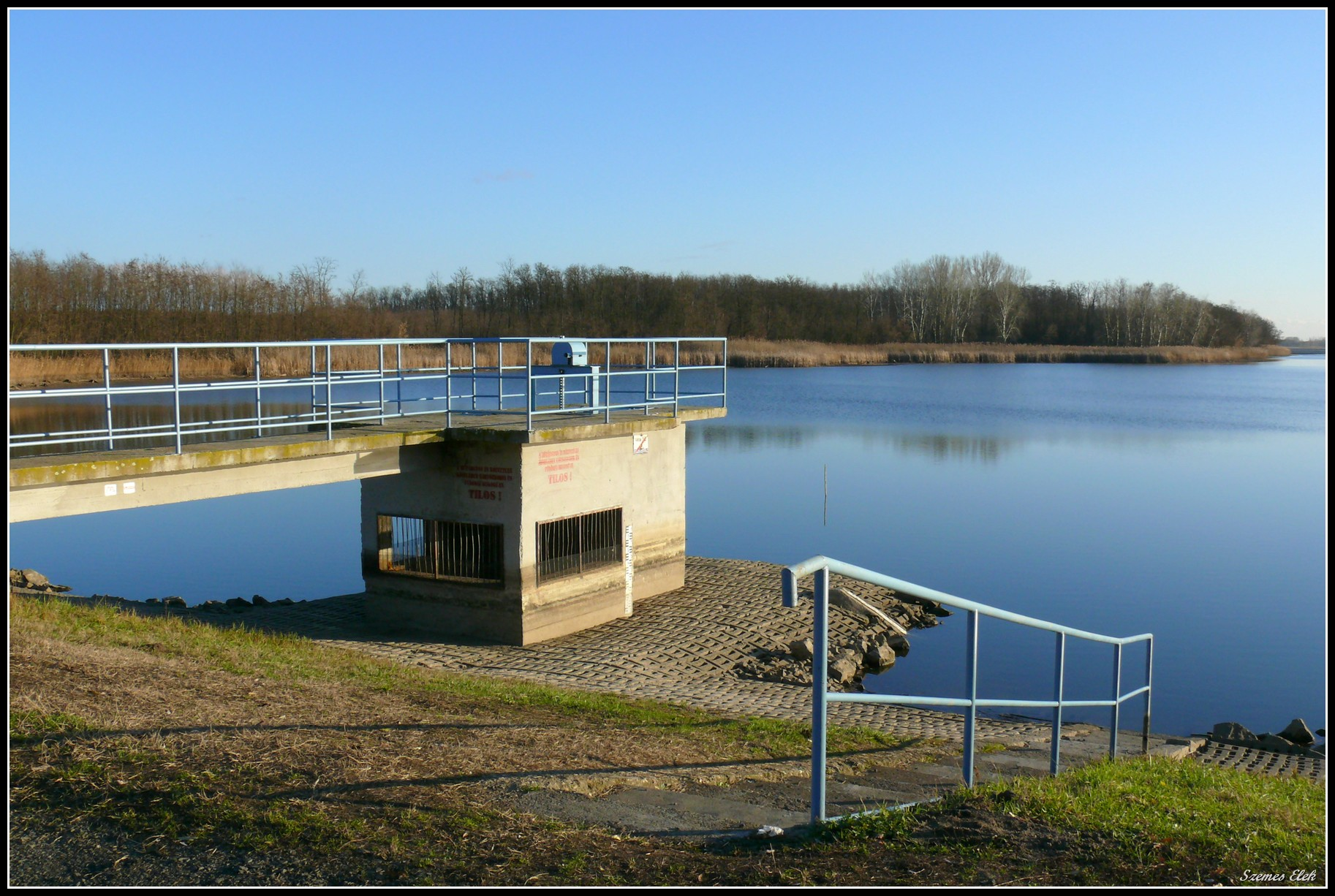
A Harangodi-tó zsilipje
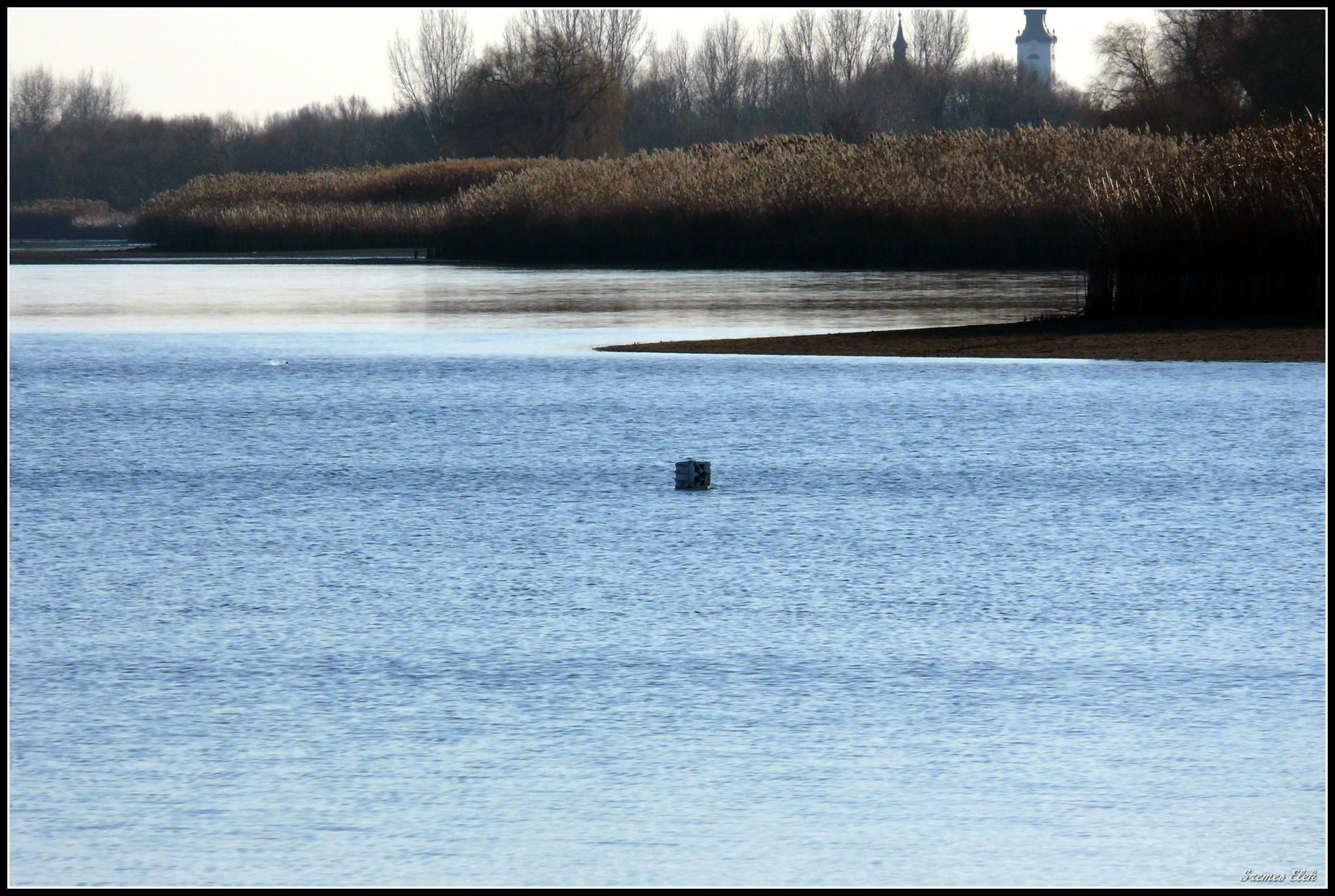
A tó látképe 2014-ben
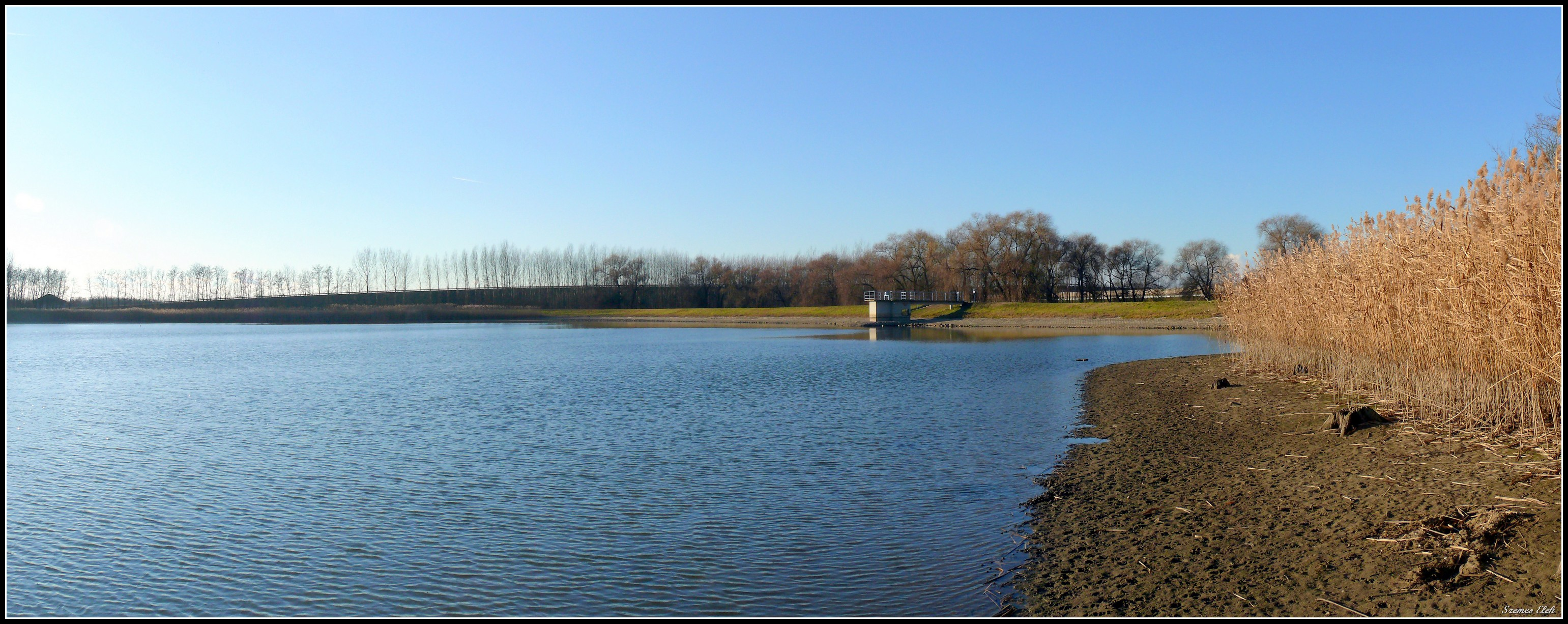
Előtérben a víztározó, háttérben az M3-as autópálya töltése
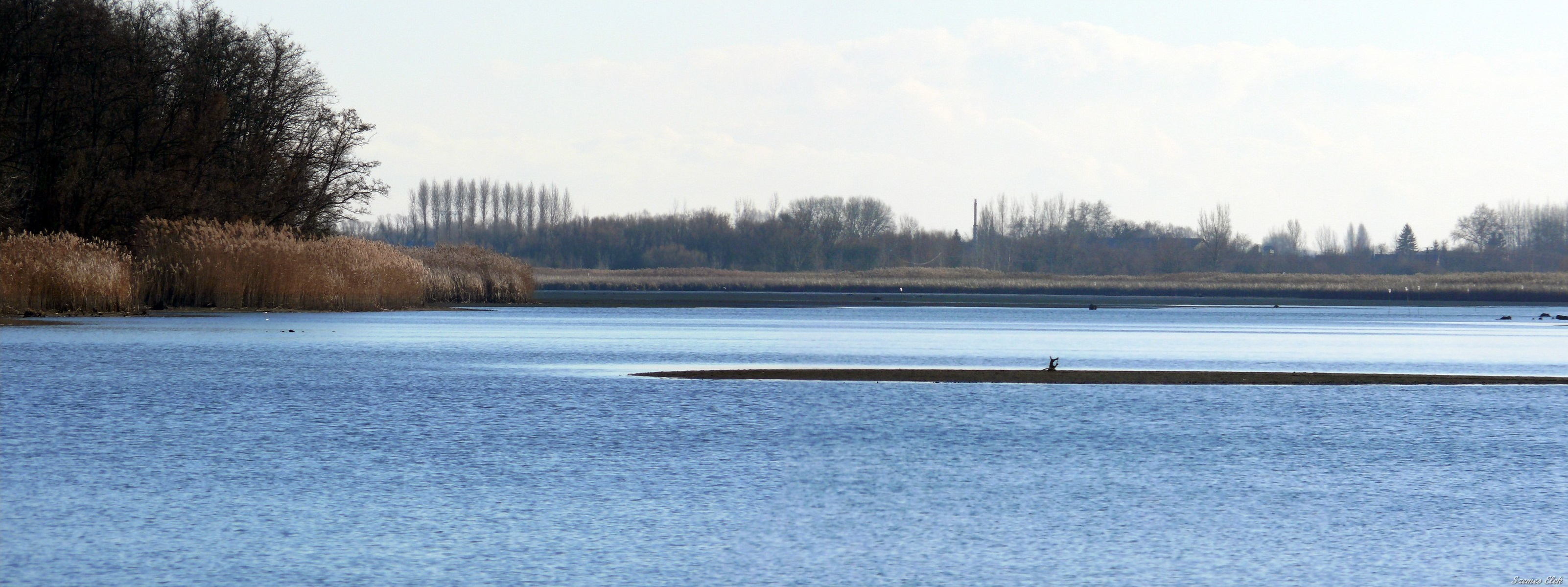
A tó képe Nagykálló felé nézve